# Sonal Mansingh
Sonal Mansingh (ur. 30 kwietnia 1944) – indyjska tancerka.
Kształciła się głównie w bharatanatjam oraz kućipudi, specjalizuje się również w odissi. Występuje od 1964; w 1977 założyła w Delhi Center for Indian Classical Dances. Otrzymała wiele nagród i wyróżnień, w tym Padmę Bhushan (1992) oraz Padmę Vibhushan (2003).